# Jerry Wald

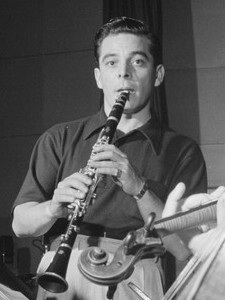
Jerry Wald, 1947

Jervis (Jerry) Wald (Newark, 15 januari 1918 – Las Vegas, september 1973) was een klarinettist en bigband-leider. Hij vormde zijn orkest in 1941, waarbij hij sterk werd beïnvloed door Artie Shaw. Het geluid van zijn band leek op dat van Shaw en in zijn orkest speelden ook verschillende musici die bij Shaw hadden gewerkt, zoals Bob Dukoff, Les Robinson, Ray Conniff (arrangementen) en Nelson Riddle. Andere musici die bij hem speelden waren onder meer Bill Evans, Al Haig en Jimmy Raney. Later speelde Wald meer jazz, maar zijn orkest werd nooit 'groot', omdat zijn muziek te veel deed denken aan Shaw. 
Wald maakte verschillende platen, waaronder 'Call of the Wild', en speelde op radio en tv. In de loop van de jaren hield hij zijn orkest overeind, in verschillende samenstellingen, ook toen hij in New York veel werkte voor radio en tv.

## Discografie
- Tops in Pops: Designed for Dancing-Lion, 1958
- Listen to the Music of Jerry Wald-Kapp, 1956

- Bibliothèque nationale de France: cb13900957k (data)
- International Standard Name Identifier: 0000 0000 4278 6911
- Library of Congress Control Number: nb2002087457
- MusicBrainz: eea71295-453b-48ec-8733-10115dd899be
- Système universitaire de documentation: 156479974
- Virtual International Authority File: 12493193
- WorldCat: E39PBJk94pT7JWrmP8mrVrxbh3